# 瓦雷納區
瓦雷納區是立陶宛阿利圖斯縣内的市镇，行政中心为瓦雷纳镇。市镇面積为2,218平方公里，2020年人口数量为20,840人。